# Luminal (romanzo)
(incipit del romanzo)
Luminal è un romanzo dell'autrice italiana Isabella Santacroce del 1998.
Costituisce il capitolo conclusivo della cosiddetta "trilogia dello spavento", iniziata con Fluo e proseguita con Destroy.

## Trama
Demon e Davi sono due ragazze diciottenni che lavorano come entraîneuses in un night club di Zurigo. Condividono lo stesso appartamento e assumono come droga il Luminal, in preda al quale si lanciano in esperienze erotiche con clienti, colleghe (come la loro amica Denise, che regala loro un pipistrello di nome Demonia da tenere come animale domestico) o persone appena conosciute. Al lavoro, Demon e Davi guardano con ammirazione e invidia Desdemona, la dispotica accompagnatrice di maggior successo grazie al suo corpo perfetto e al suo modo di fare.  In seguito al suicidio di una loro collega e dinanzi alla cinica indifferenza di Desdemona, Demon e Davi decidono di punirla. Una notte, dopo averla attirata nella loro casa, la stuprano assieme a Ben, il boyfriend di Denise. Per umiliare ulteriormente Desdemona, Demon le defeca sulla schiena. 
Per sfuggire alla vendetta di Desdemona, Demon, Davi e la loro amica mulatta Paula si trasferiscono a Berlino dove vagano tra feste, orge e assunzioni di luminal. Karl, un uomo di cui fanno la conoscenza, le consegna a Desdemona, che riporta Demon e Davi a Zurigo dopo aver fatto a pezzi il pipistrello e, secondo quanto asserisce, anche Paula. Desdemona stabilisce con le due un rapporto di dominazione, che Demon sembra in un primo momento apprezzare; tuttavia, quando si rende conto che la loro aguzzina sta manipolando psicologicamente Davi per allontanarla dall’amica, Demon uccide Desdemona sparandole un colpo di pistola in testa, per poi fuggire con Davi verso Zurigo in autostop. Le due vengono raccolte da un uomo di nome Dorian, il quale sta dando  un passaggio anche al giovane Damian, che diventa il nuovo compagno d'avventure delle due ragazze. 
Ad Amburgo prendono una camera d'albergo; una notte, dopo un rapporto sessuale tra Damian e Demon, al risveglio la ragazza trova il giovane con i polsi tagliati e Davi che lecca il sangue che ne è sgorgato. Per cancellare le prove Demon e Davi danno fuoco alla stanza, dopodiché le due amiche assumono un'overdose di Luminal e si mettono ad aspettare l'alba, morendo assieme.

## Stile
Il romanzo è diviso in brevi capitoletti senza titolo, spesso intervallati da frasi ricorrenti, nei quali si alternano brani con scarsissima punteggiatura (cosa che rimanda al flusso di coscienza) ad altri costituiti da frasi brevissime, spesso di tipo nominale, come a suggerire un ritmo sincopato. I frequenti flashback, nei quali Demon ricorda la sua vita passata a casa della madre, sono introdotti dalla sigla "REW" (come quella sul tasto rewind dei videoregistratori).

## Opere derivate
Dal romanzo è stato tratto nel 2004 il film omonimo, diretto da Andrea Vecchiato.

## Edizioni
- Isabella Santacroce, Luminal, collana I canguri, Milano, Feltrinelli, 1998, ISBN 88-07-70097-2.
- Isabella Santacroce, Luminal, collana Universale Economica, n. 1612, Milano, Feltrinelli, 2000, ISBN 88-07-81612-1.